# Gaetano Azzariti
Gaetano Azzariti (Napoli, 26 marzo 1881 – Roma, 5 gennaio 1961) è stato un giurista e politico italiano, presidente della Commissione sulla razza durante il regime fascista, ministro di Grazia e Giustizia nel primo governo Badoglio e presidente della Corte costituzionale dal 1957 al 1961.

## Biografia
Nacque nel Palazzo Spinelli di Fuscaldo, a Napoli. Il fratello maggiore Francesco Saverio Azzariti fu senatore del Regno.
Magistrato, fu tra i protagonisti della riforma dei codici, nonché Presidente della Corte costituzionale. Allievo della scuola napoletana, fu vicino a Ludovico Mortara (con cui collaborò alla redazione del volume "Dell'esercizio delle azioni commerciali e della loro durata") e a Vittorio Scialoja.
La sua lunga carriera lo vide a soli venticinque anni, nel 1906, segretario della commissione per l'esame dei codici per la colonia eritrea. Nel 1908 partecipa alla commissione per la riforma degli altri codici, costituita da Vittorio Emanuele Orlando. Nel 1909 divenne segretario particolare del Ministro di grazia e giustizia Vittorio Scialoja. Nel 1918 fu nominato segretario della Commissione per il dopoguerra.

### Nel fascismo
Gran parte della sua opera fu svolta presso l'Ufficio legislativo del Ministero di Grazia e Giustizia di cui fu responsabile dal 1927 sino al 1949, con una sola sospensione tra il 25 luglio 1943 e il 4 giugno 1944. All'interno di questo ministero percorse tutti i gradi della carriera: nel 1923 divenne consigliere di Corte d'appello, nel 1928 divenne consigliere di Corte di cassazione, nel 1931 presidente di sezione di corte d'appello. 
Di particolare rilievo il suo ruolo nella preparazione dei testi del codice civile e di quello di procedura civile del 1942, della legge fallimentare del 1942 e di quella sull'ordinamento giudiziario del 1940. Oltre a coordinare i relativi lavori preparatori, fece parte di alcune delle commissioni incaricate della stesura materiale delle norme del nuovo codice civile e redasse intere parti delle relazioni ministeriali di accompagnamento. Nel 1924 fu nominato giudice di primo grado per le cause penali della Repubblica di San Marino.
Antisemita convinto, in un discorso del 28 marzo 1942, scrive compiacendosi come «l’egualitarismo dominante (…) senza differenza di età di sesso di religione o di razza», non sia più «una specie di dogma indiscutibile»: col fascismo «ora è relegato in soffitta». E afferma che «la diversità di razza è ostacolo insuperabile alla costituzione di rapporti personali, dai quali possano derivare alterazioni biologiche o psichiche alla purezza della nostra gente». Nel 1938 aderì al "Manifesto della Razza", documento fondamentale, che ebbe un ruolo non indifferente nella promulgazione delle cosiddette leggi razziali (il manifesto fu redatto da dieci studiosi italiani per conto del Ministero della cultura popolare). Fece parte di alcune delle commissioni incaricate di redigere le disposizioni legislative sulla razza, e divenne presidente di una commissione, il "tribunale della razza", istituita presso la Direzione generale per la demografia e la razza del ministero dell'Interno. La commissione poteva dichiarare la "non appartenenza alla razza ebraica anche in difformità delle risultanze degli atti dello stato civile" e accolse 104 delle 143 domande sottoposte al riguardo.

### Ministro del governo Badoglio
Il 25 luglio 1943 fu nominato Ministro di grazia e giustizia nel primo Governo Badoglio. Fuggito il Governo a Brindisi in settembre, rimase a Roma e trovò rifugio nei conventi della capitale. Formalmente restò ministro fino a febbraio 1944, ma a novembre Badoglio nominò sottosegretario Giuseppe Salvatore De Santis. Dopo la liberazione di Roma, nel giugno del 1944, riprese servizio all'ufficio legislativo del ministero di Grazia e Giustizia senza che – ovviamente – avesse alcun effetto il suo collocamento a riposo, deciso d'autorità dal Governo della Repubblica Sociale Italiana il 22 dicembre 1944.
Dal giugno 1945 al luglio 1946 collaborò con il Ministro di grazia e giustizia Palmiro Togliatti. Poi fu membro delle due Commissioni per la riorganizzazione dello Stato e per la riforma dell'amministrazione (Commissioni Forti), nell'ambito del Ministero per la Costituente. 
Nominato presidente del Tribunale Superiore delle acque pubbliche, fu collocato a riposo per raggiunti limiti d'età nel 1951.

### Giudice costituzionale
Il 3 dicembre 1955 venne nominato giudice costituzionale dal Presidente della repubblica Giovanni Gronchi. Relatore della prima storica sentenza (che affermava la competenza della Corte a giudicare la legittimità costituzionale delle norme entrate in vigore prima della Costituzione repubblicana).
Divenne Presidente della Consulta il 6 aprile 1957, rimanendo in carica sino al 5 gennaio 1961, giorno della sua morte.

## Riconoscimenti
Nel 1970, durante la giunta guidata da Giovanni Principe, gli fu dedicata una via sita nell'odierna Municipalità 2 di Napoli, nei pressi dell'Università. 
Nel maggio 2015 il consiglio di municipalità ha approvato all'unanimità una mozione per re-intitolare la strada a Luciana Pacifici, nata il 28 maggio 1943 (non lontano dalla via che le è stata dedicata) e morta nel febbraio successivo, durante la deportazione da Milano ad Auschwitz. Il 16 ottobre 2015 anche il Comune di Napoli deliberava la cancellazione dell'odonimo Gaetano Azzariti e la contestuale sostituzione con quello di Luciana Pacifici,  Il 17 novembre, settantasettesimo anniversario della promulgazione delle leggi razziali, il sindaco di Napoli, Luigi de Magistris, e Leda Pacifici, cugina della bambina morta durante la deportazione ad Auschwitz, scoprivano la lapide della strada dedicata alla più piccola delle vittime napoletane della Shoah. 
A marzo 2019 il Comune di Napoli deliberava la rimozione della lapide apposta sulla facciata dello stabile dove era nato.

## Opere principali
- Prescrizione e decadenza (con G. Scarpello), Bologna, 1953
- Problemi attuali di diritto costituzionale, 1952
- Il sindacato di costituzionalità delle leggi, 1950
- Gli effetti delle pronunzie sulla costituzionalità delle leggi, 1950
- Dell'esercizio delle azioni commerciali e delle loro durata (con Ludovico Mortara), 1933